# Petrovaradínský válečný ostrov

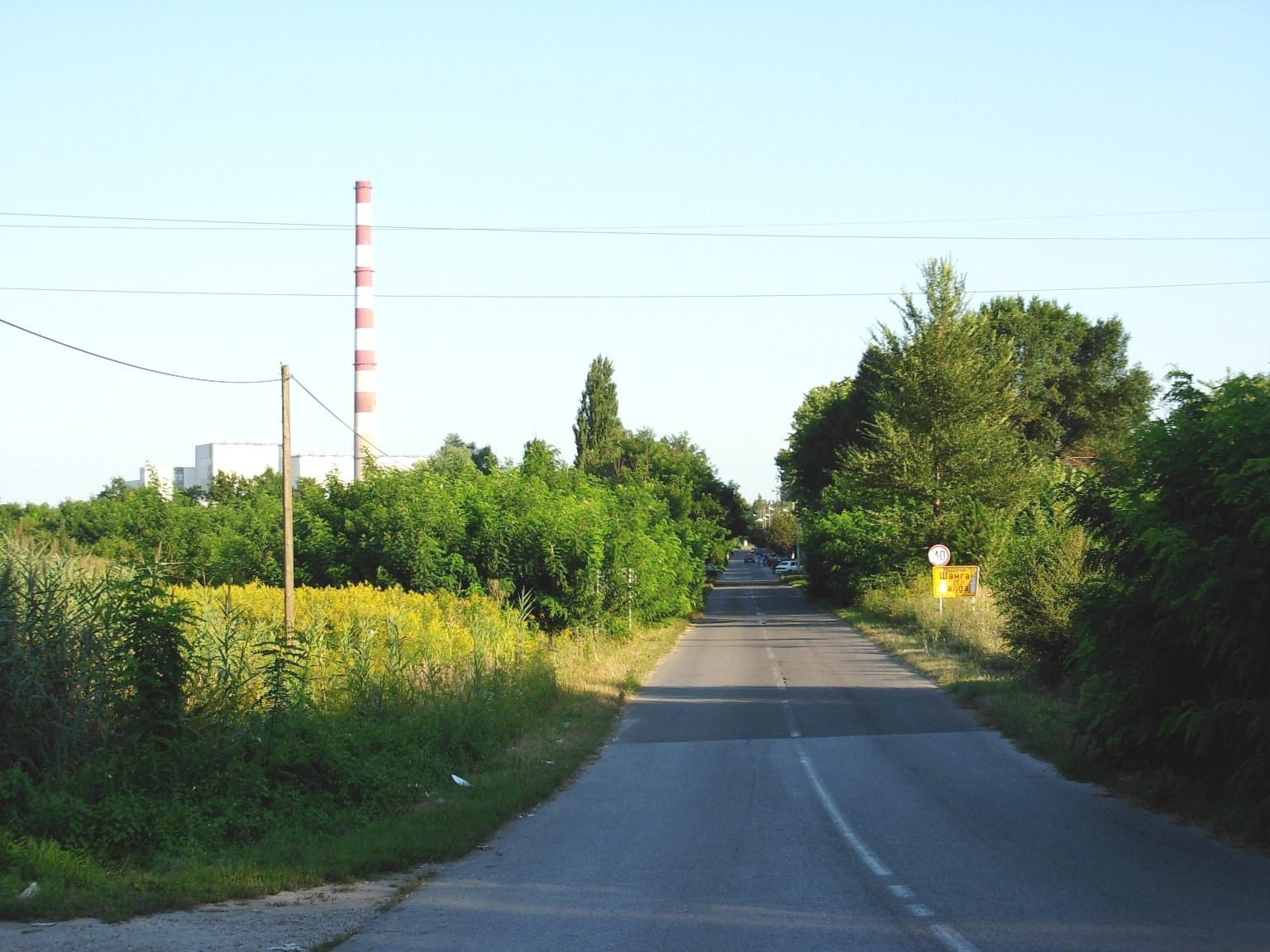
Silnice v lokalitě bývalého ostrova.

Petrovaradínský válečný ostrov (srbsky Petrovaradinski ratni ostrvo, německy Peterwardeiner kriegsinsel) je bývalý ostrov na Dunaji, který se nacházel v blízkosti Petrovaradína, východně od Nového Sadu. 
Ostrov vznikl postupným přesouváním hlavního toku Dunaje a zkracováním původního meandru. Zatímco na mapách prvního vojenského mapování je ze severní strany ještě parný hlavní proud Dunaje, na novějších mapách (např. mapování druhého nebo třetího) se již tok přesunul do svého současného koryta. Rameno Dunaje od něj bylo ozančováno jako tzv. Starý Dunaj, resp. Příkop Kačer/Kačer Graben. 
Stejně jako v případě Velkého válečného ostrova u Bělehradu jej tvořily většinou zalesněné močály a bažina. Proto nebyl dlouho nikterak využíván. Plocha ostrova byla později (stejně jako slepé rameno Dunaje) vysušena. Veletok byl od ostrova oddělen protipovodňovou zdí a na ploše původního ostrova vznikla průmyslová zóna města Nového Sadu (Radna zona Sever IV), která zahrnuje novosadskou rafinerii, elektrárnu a další logistické areály. Prochází tudy také dálnice A1 z Nového Sadu do Bělehradu. Jediné větší sídlo zde představuje malá lokalita s názvem Šangaj.